# Myrichthys
A Myrichthys a sugarasúszójú halak (Actinopterygii) osztályának angolnaalakúak (Anguilliformes) rendjébe, ezen belül a siklóangolna-félék (Ophichthidae) családjába tartozó nem.

## Tudnivalók
A Myrichthys nembéli siklóangolnák két csendes-óceáni faj kivételével, melyek az Indiai-óceánban is megtalálhatók; vagy a Csendes-óceán, vagy pedig az Atlanti-óceán endemikus halai. A legnagyobb méretük fajtól függően 49,4-110 centiméter között mozog.

## Rendszerezés
A nembe az alábbi 11 faj tartozik:
- Myrichthys aspetocheiros McCosker & Rosenblatt, 1993
- Myrichthys breviceps (Richardson, 1848)
- Myrichthys colubrinus (Boddaert, 1781)
- Myrichthys maculosus (Cuvier, 1816)
- Myrichthys magnificus (Abbott, 1860)
- Myrichthys ocellatus (Lesueur, 1825)
- Myrichthys paleracio McCosker & Allen, 2012
- Myrichthys pantostigmius Jordan & McGregor, 1898
- Myrichthys pardalis (Valenciennes, 1839)
- Myrichthys tigrinus Girard, 1859 - típusfaj
- Myrichthys xysturus (Jordan & Gilbert, 1882)

## Képek

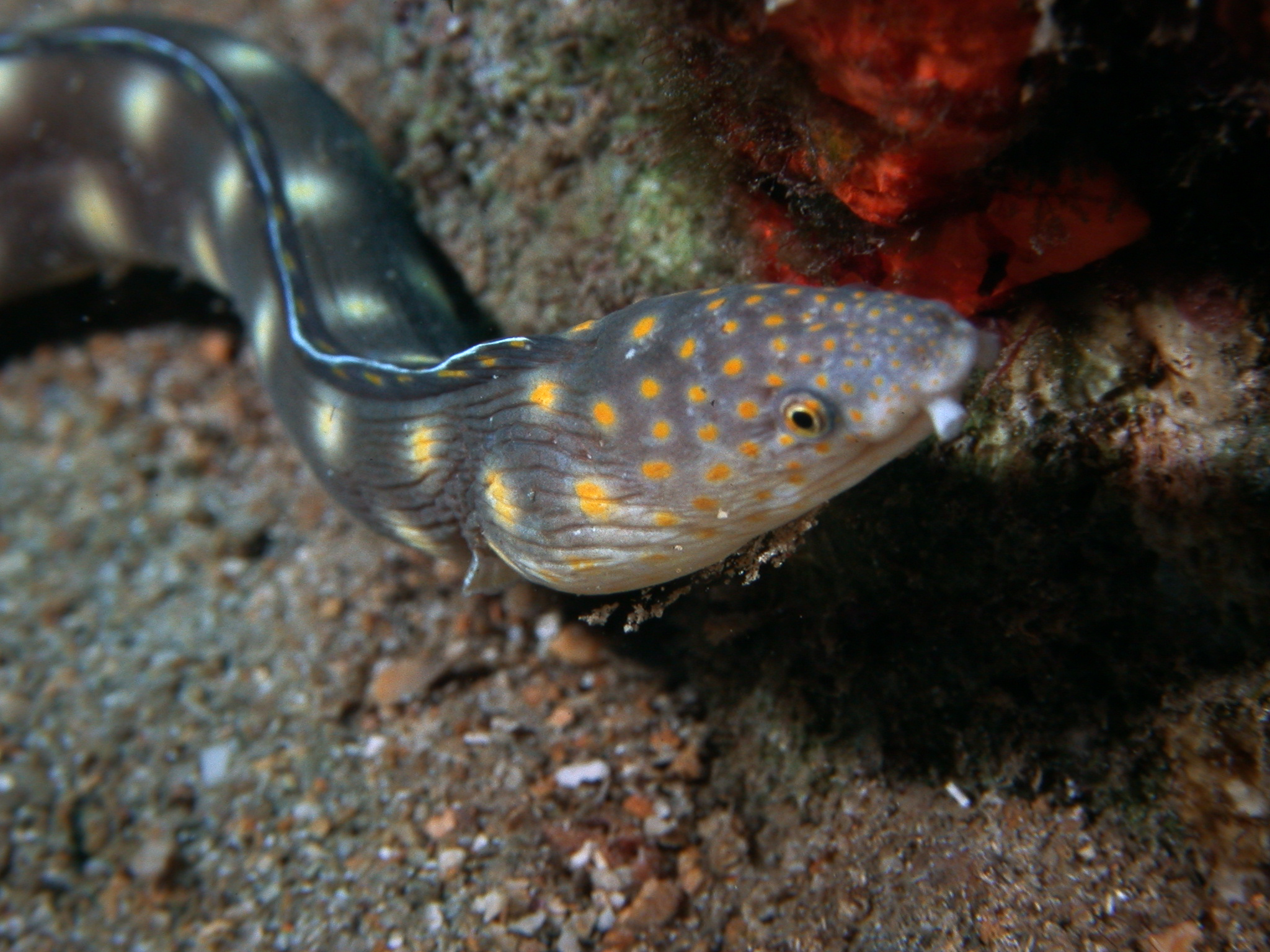
Myrichthys breviceps
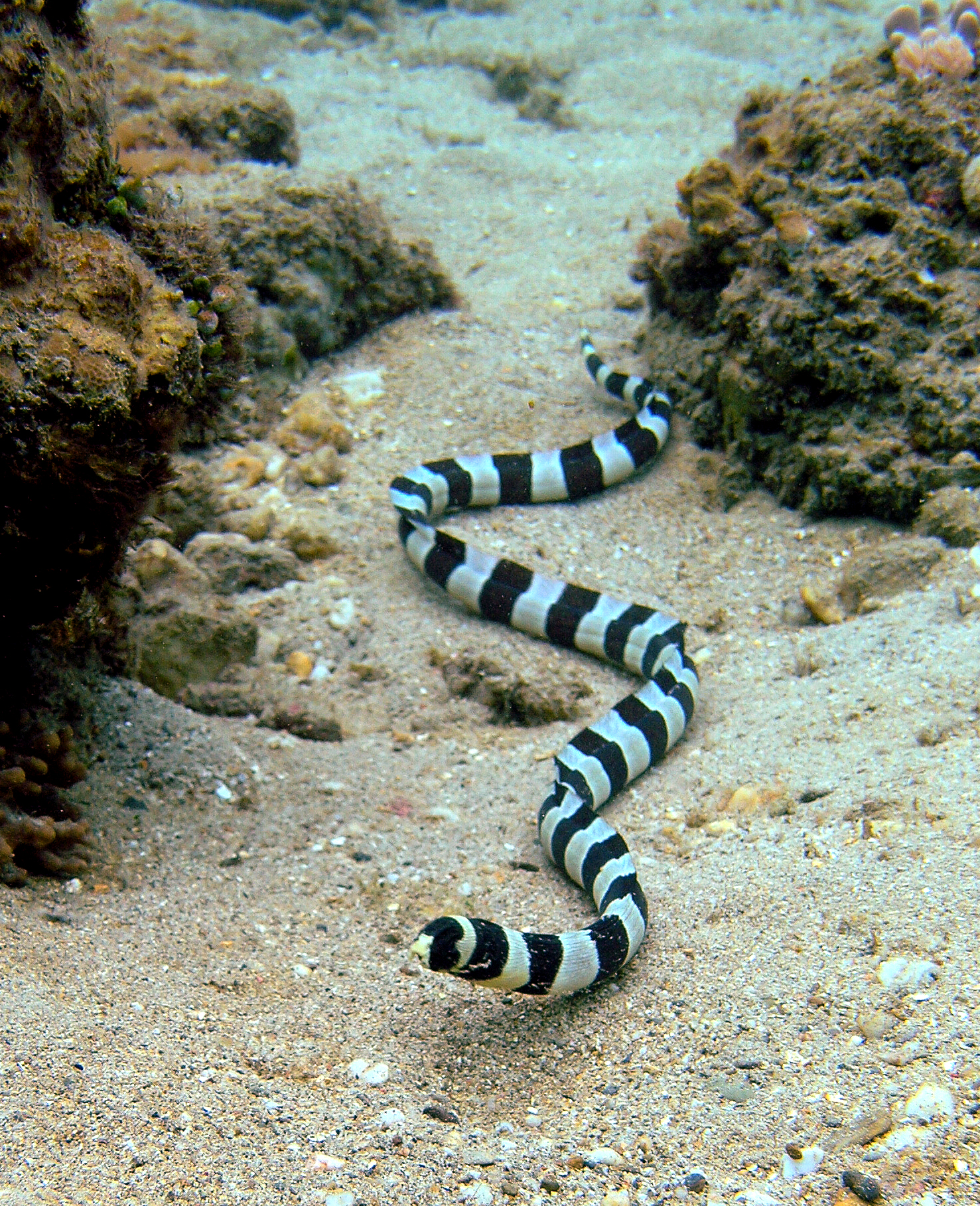
Myrichthys colubrinus
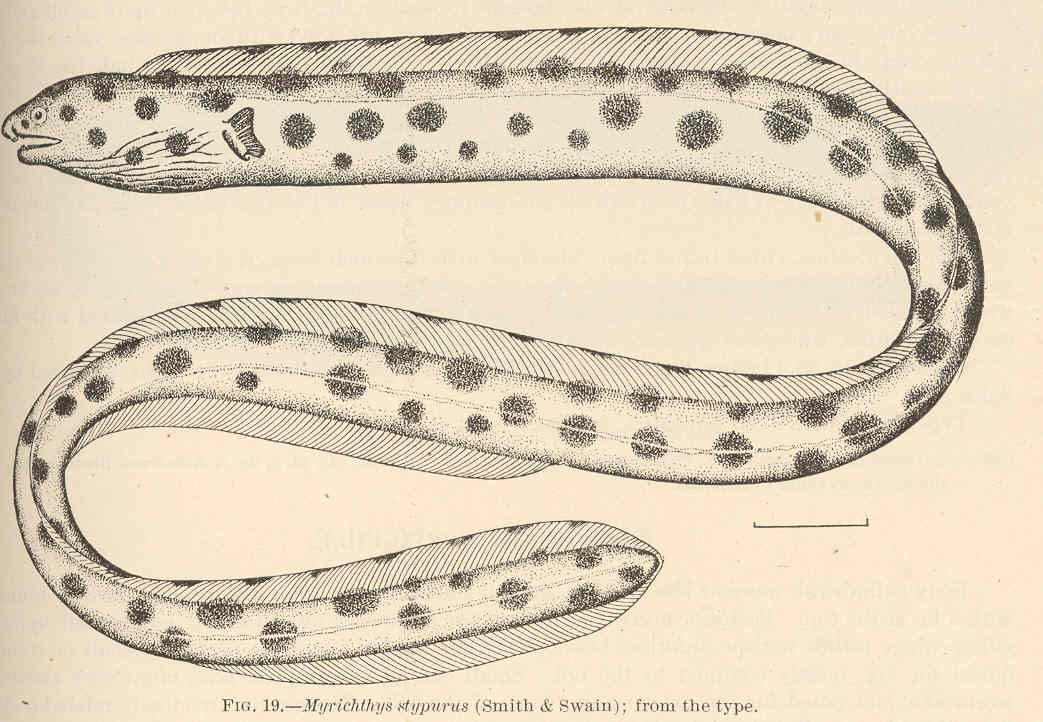
Myrichthys magnificus
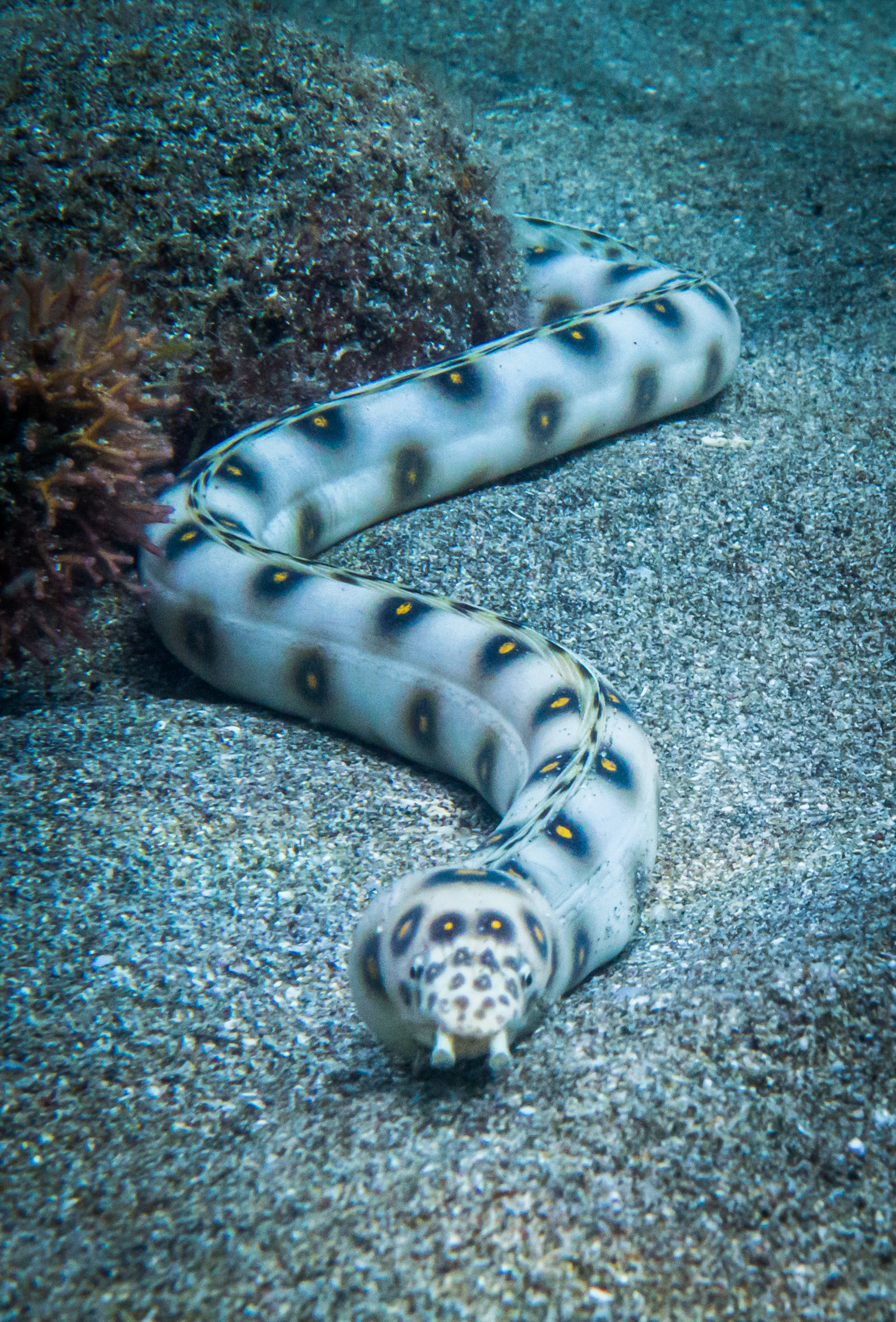
Myrichthys ocellatus
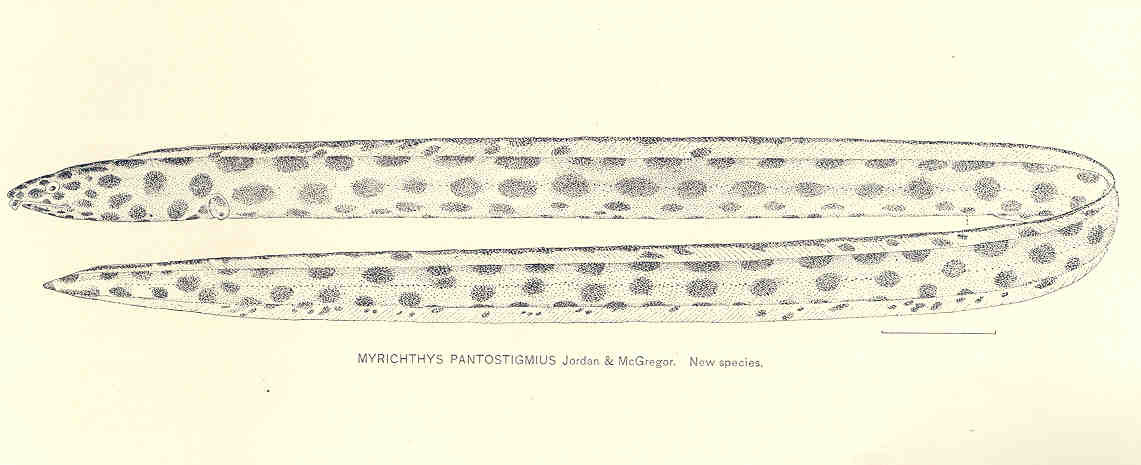
Myrichthys pantostigmius
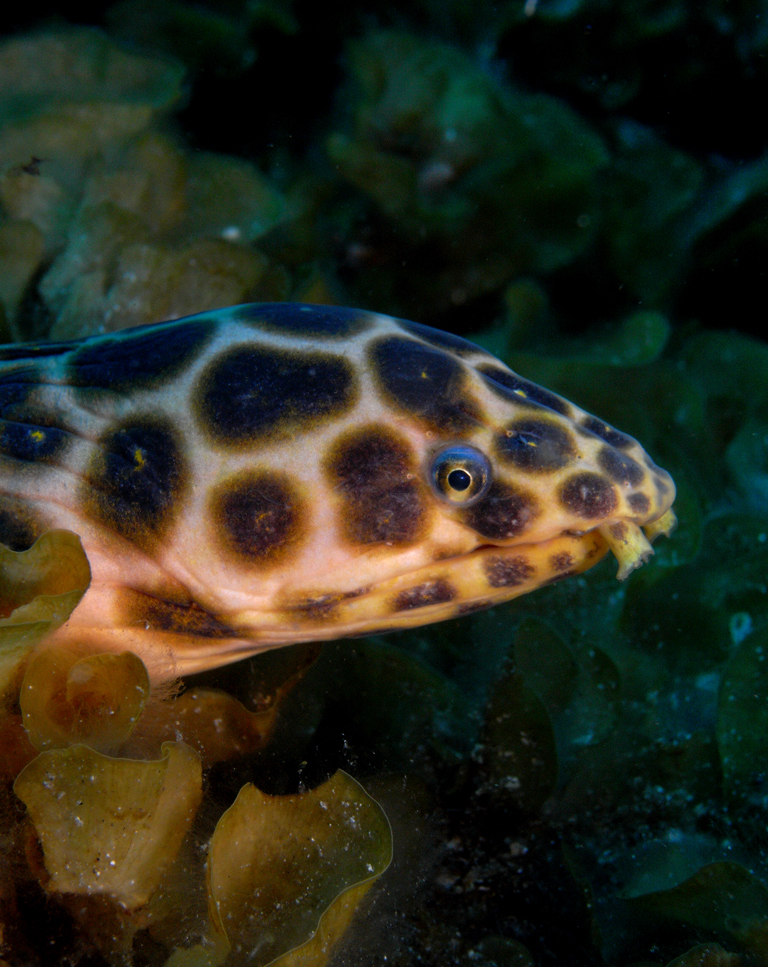
Myrichthys pardalis
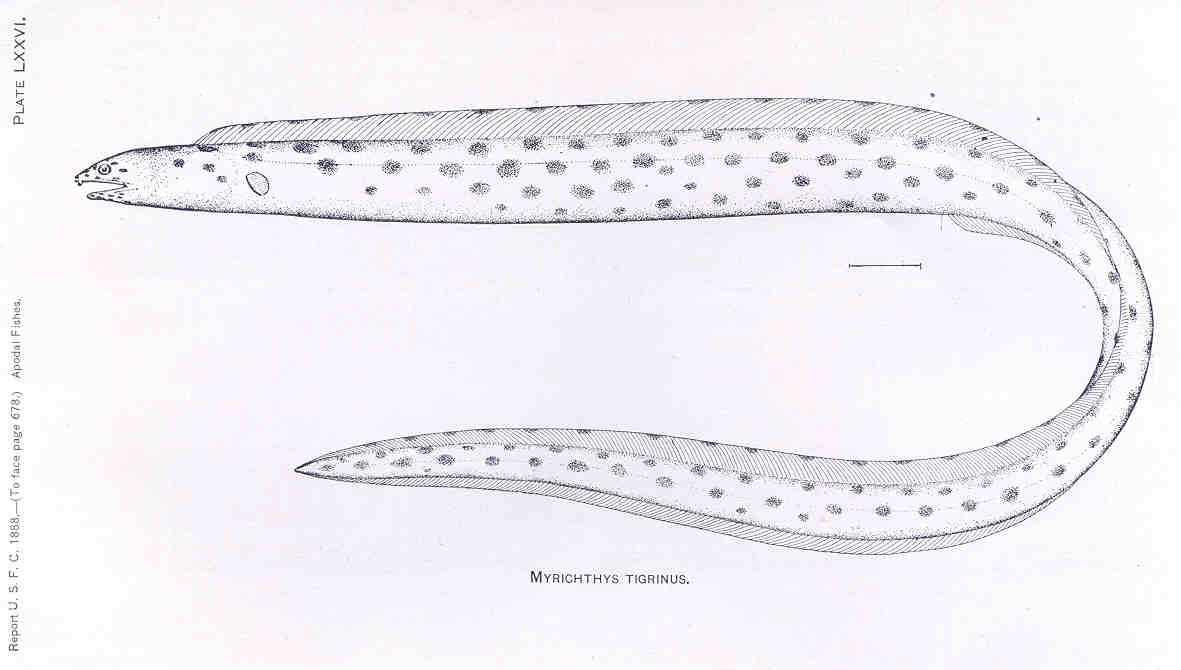
Myrichthys tigrinus